# Nacer Zekri
Nacer Zekri est un footballeur international algérien né le 3 août 1971 à Alger. Il évoluait au poste d'attaquant.
Il compte 17 sélections en équipe nationale entre 1990 et 1996, pour cinq buts inscrits.

## Biographie
Nacer Zekri joue son premier match en équipe d'Algérie le 11 avril 1990, contre la Suède (score : 1-1). Il reçoit sa dernière sélection le 27 janvier 1996, contre l'Afrique du Sud. Ce match perdu 2-1 rentre dans le cadre des quarts de finale de la Coupe d'Afrique des nations 1996.
Il inscrit cinq buts avec l'équipe d'Algérie. Il inscrit notamment trois buts lors de l'année 1995, avec un doublé face au Mali, puis un but face à la Mauritanie.
En club, il joue en faveur du NA Hussein Dey puis du USM Alger. Il remporte un titre de champion d'Algérie avec le USMA en 1999. Lors de la saison 1992-1993, il inscrit 13 buts en championnat,

## Palmarès
- Vice-champion d'Algérie en 1993 avec le NA Hussein Dey
- Champion d'Algérie de D2 en 1991 avec le NA Hussein Dey

## Statistiques

### Avec l'équipe d'Algérie
Le tableau suivant indique les rencontres de l'équipe d'Algérie dans lesquelles Nacer Zekri a été sélectionné du 11 avril 1990 jusqu'au 2 décembre 1995.